# Alternative Songs
Alternative Songs (tidligere Modern Rock Tracks og Hot Modern Rock Tracks) er en musikhitliste i USA, som er blevet vist i tidsskriftet Billboard siden den 10. september 1988. Den opstiller en liste over de 40 mest spillede sange på moderne rock radiostrationer, hvor de fleste er under genren alternativ rock. Hitlisten blev præsenteret som en ledsager til Hot Mainstream Rock Tracks hitlisten og dens tilbliven startede en bølge af alternativ musik på amerikansk radio i slutningen af 1980'erne.[kilde mangler]
| Musik | Spire Denne musikartikel er en spire som bør udbygges. Du er velkommen til at hjælpe Wikipedia ved at udvide den. |